# Kirsten Zien

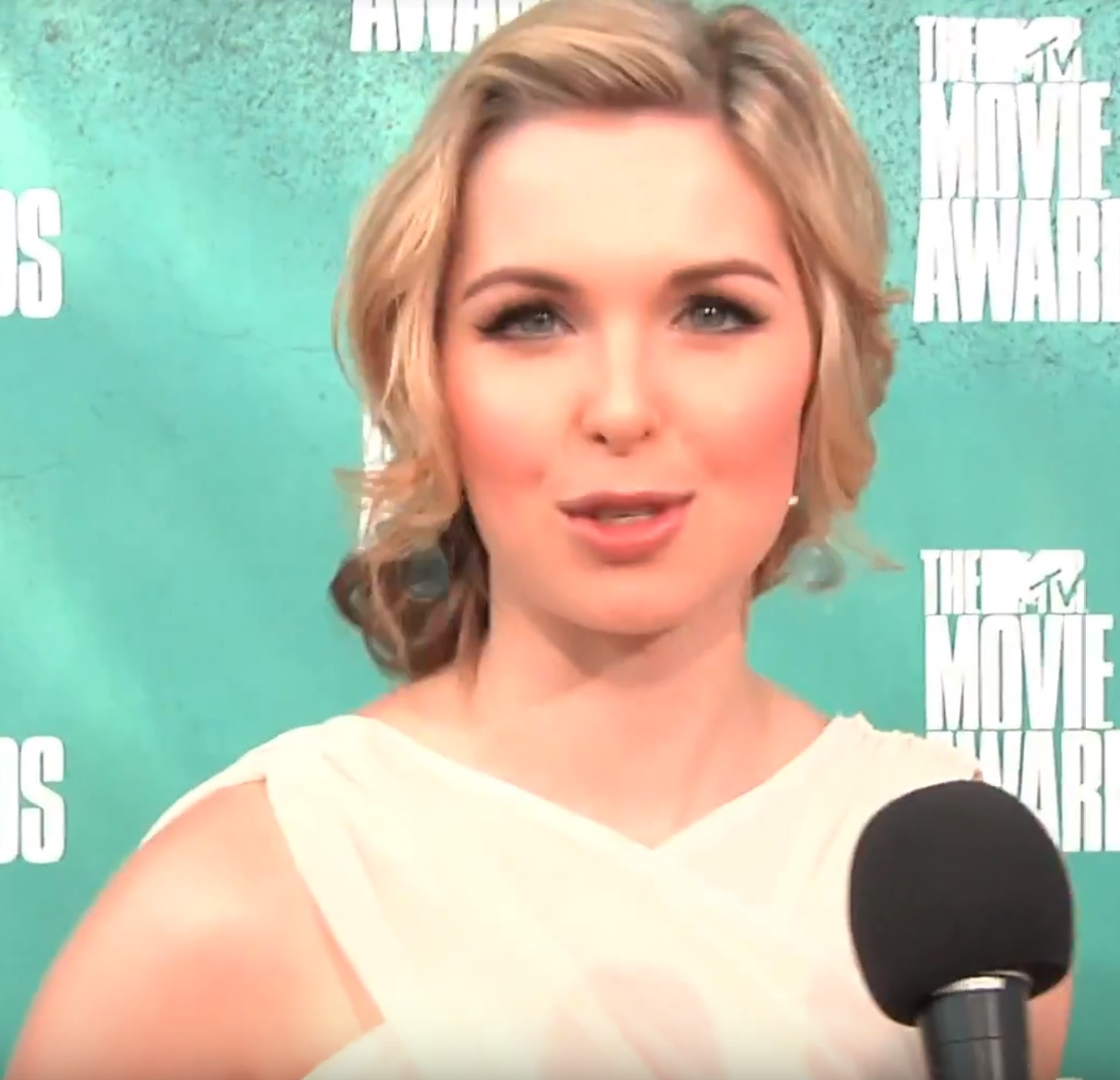
Kirsten Zien, 2012

Kirsten Zien (* 28. September 1990 in Vancouver, British Columbia als Kirsten Prout) ist eine kanadische Schauspielerin.

## Leben

### Karriere
Kirsten Prout begann mit der Schauspielerei im Alter von 10 Jahren. Ihren Durchbruch erlebte sie 2005 im Film Elektra als Abby Miller, wo sie mit Stars wie Jennifer Garner und Goran Višnjić spielte. Ihre erste größere Serienrolle erhielt sie ab 2006 in der Fernsehserie Kyle XY. Sie hatte zudem eine Gastrolle in der Fernsehserie Stargate SG-1 (Episode Birthright) und stand für den zweiten und dritten Teil der My Super Psycho Sweet 16-Trilogie in der Rolle der Alex vor der Kamera.
Am 6. November 2017 heiratete sie Fernsehmitarbeiter Matt Zien und nahm dessen Namen an.

## Filmografie
- 2000: Santas Weihnachtswunsch (Once Upon a Christmas, Fernsehfilm)
- 2000: First Wave – Die Prophezeiung (Fernsehserie, Folge 3x11: Wednesday’s Child)
- 2000: Die Linda McCartney Story (The Linda McCartney Story, Fernsehfilm)
- 2001: Mindstorm
- 2001: De grot
- 2001: The Wedding Dress (Fernsehfilm)
- 2001: Night Visions (Fernsehserie, Folge 1x18: Still Life)
- 2001: Crazy Christmas – Weihnachten bei Santa Claus (Twice Upon a Christmas, Fernsehfilm)
- 2001: Mysterious Ways (Fernsehserie, Folge 1x20: Wonderful)
- 2002: Dead Zone (The Dead Zone, Fernsehserie, Folge 1x10: Here There Be Monsters)
- 2002: X-Factor: Das Unfassbare (Beyond Belief: Fact or Fiction, Fernsehserie, Folge 4x02: Stimmen im Kopf)
- 2002: Jeremiah – Krieger des Donners (Jeremiah, Fernsehserie, Folge 1x12: The Touch)
- 2003: Stargate – Kommando SG-1 (Stargate SG-1, Fernsehserie, Folge 7x10: Die Hak’tyl)
- 2004: The Love Crimes of Gillian Guess (Fernsehfilm)
- 2005: Cold Squad (Fernsehserie, zwei Folgen)
- 2005: Elektra
- 2006–2009: Kyle XY (Fernsehserie, 43 Folgen)
- 2007: Tell Me No Lies (Fernsehfilm)
- 2008: Class Savage (Kurzfilm)
- 2010: Eclipse – Biss zum Abendrot (The Twilight Saga: Eclipse)
- 2010: My Super Psycho Sweet 16 2 (My Super Psycho Sweet 16: Part 2, Fernsehfilm)
- 2010: Meteor Storm (Fernsehfilm)
- 2010: Locked Away
- 2010: Seven Deadly Sins (Fernsehserie, zwei Folgen)
- 2011–2012: The Lying Game (Fernsehserie, 12 Folgen)
- 2012: My Super Psycho Sweet 16 3 (My Super Psycho Sweet 16: Part 3, Fernsehfilm)
- 2012: Navy CIS (NCIS, Fernsehserie, Folge 10x08: Käufer und Verkäufer)
- 2013: Psych (Fernsehserie, Folge 7x06: Cirque du Soul)
- 2013: Devious Maids – Schmutzige Geheimnisse (Devious Maids, Fernsehserie, Folge 1x05: Ordnung im Haus)
- 2013: Mother – Sie schlägt zurück (Social Nightmare, Fernsehfilm)
- 2013: No Clue
- 2014: Joy Ride 3: Road Kill (Joy Ride 3: Roadkill)
- 2015: Even Lambs Have Teeth
- 2017: Captured
- 2017: Dear White People (Fernsehserie, 2 Episoden)
- 2017: Woman of the House (Fernsehfilm)
- 2017: The Christmas Train (Fernsehfilm)